# グラウエンの鳥籠
『グラウエンの鳥籠』（グラウエンのとりかご）は、1999年10月1日から365日かけてネットで放送したインターネットドラマ。全365話。主演は吉野紗香。

## 解説
アスキーイーシーの新事業の１つとして、インターネット上で長編サスペンスドラマを放送。当時旬のアイドル吉野紗香を主演とし1日に1分一話ずつ1年365日かけてネットで放送するというものであった。ドラマ自体の出来もさることながらネットでドラマを見るという視聴形態がまだ確立されていなかった時代に、あえて１日１分という限度を設けることで話題性と共にパソコンのスペックに限定されない提供を実現した。じわじわと角田奈緒（吉野紗香）に迫る危険に日々ハラハラさせられた視聴者にＢＢＳでの真相解明や交流の場を用意。公式サイトのデータベースもストーリーに合わせて情報を小出しにして飽きさせない造りになっていた。それはネット時代の新しい視聴形態の確立に挑戦した所で多くの注目を集めた。
また、ドリームキャスト向けに映像を収録したソフトが9月30日より隔月で発売されたほか、ビデオも12月1日より隔月で発売された。

## ストーリー
女子高生の角田奈緒（吉野紗香）は親が借りてくれた「グラウエンハイム」という古いマンションで初めての独り暮らしをすることになった。引っ越しの当日、マンションへ向かうと次々と住人が引っ越してくる引っ越しラッシュだった。父親が借りてくれたその部屋は４階の８号室。住み始めると、隣の７号室に住む清水絵里子は何かに異常におびえていた。「どこかに指紋が着いたら、何かあったときに困る」と言っていつも手袋をしていて、「エレベーターは逃げ場がないから」と言って階段を利用していた。おまけに部屋のドアには４つもカギをつけていた。 
そんなある日の夜中、何か変な音で目を覚ますが気にせずにそのまま寝てしまう。翌日、地下の喫茶店でカラスがうるさいと苦情があった。管理人兼喫茶店のマスターの前田からバイトの高村に屋上の確認とゴミを片付けてほしいとのことで奈緒と高村が屋上へ向かうと…そこには…

## 登場人物
角田奈緒
演 -吉野紗香
本編の主人公。父親が借りてくれた「グラウエンハイム」4階8号室で一人暮らしを始めることになった女子高生。
高村哲
演 -大熊範彦
マンション内の喫茶店でアルバイトをする大学生の青年。奈緒を気にかけてくれる。
郷田刑事
演 -螢雪次朗
田園署の刑事。妹を殺された過去を持つ。
前田三郎
演 -神戸浩
マンションの管理人兼マンション内の喫茶店のマスター。
インモラル岩田（岩田善一郎）
演 -保積ペペ
グラウエンハイム5階10号室の住人。職業はプロレスラー。得意技は「インモラルスペシャル」。本名は、岩田善一郎。
清水絵里子
演 -杉田かおる
グラウエンハイム4階7号室の住人。医療関係の仕事をしている。引っ越ししてから何かに異常におびえていて部屋のドアには4つもカギをつけていた。 他にも「どこかに指紋が着いたら、何かあったときに困る」と言っていつも手袋をしていたり「エレベーターは逃げ場がないから」と言って階段を利用していた。しかしそんなに警戒しながら暮らしていた彼女は…
狩野亮二
演 -桜金造
グラウエンハイム1階1号室の住人。実演販売業の仕事をしている。
三田紀代子
演 -三條美紀
グラウエンハイム1階2号室の住人。
片瀬五郎
演 -本間しげる
グラウエンハイム2階3号室の住人。録音技師の仕事をしている。
柴田栄子
演 -伊佐山ひろ子
グラウエンハイム2階4号室の住人。外科医。
新庄竜馬
演 -加納典明
グラウエンハイム3階5号室の住人。
丸田梅子
演 -片桐はいり
グラウエンハイム3階6号室の住人。一応芸能人で演歌歌手。代表曲「私の恋はハルマゲドン」グラウエンハイムには彼女のいいひと（恋人）がいるらしい。
太田信彦
演 -寺田農
グラウエンハイム5階9号室の住人。
角田朝夫
演 -渡辺哲
奈緒の父で石田建設社長。奥さんとは死別している。
横溝菊雄
演 -天本英世
グラウエンハイムへの入居を持ちかけた弁護士。雪村彩子の代理人をしている。
雪村彩子
グラウエンハイムの所有者。
新庄愛
演 -泉綾香
5号室の新庄竜馬の娘。父親に虐待されて施設で暮らしている。
松永
演 -新井康弘
引っ越しセンターの運転手。奈緒の引っ越しを担当した。真相を調べる際に、彼がドイツ語ができることを奈緒が思い出しドイツ語のグラウエンの鳥籠事件に関する資料に何が書かれているかを聞きに来る。それが縁で奈緒を気に掛けるようになる。